# Gare de Cinq-Mars-la-Pile
Gare de Cinq-Mars-la-Pile – przystanek kolejowy w Cinq-Mars-la-Pile, w departamencie Indre i Loara, w Regionie Centralnym, we Francji.
Jest przystankiem kolejowym Société nationale des chemins de fer français, obsługiwanym przez pociągi TER Centre.